# Підпід'язикова артерія
Підпід'язикова артерія або підпід'язикова гілка верхньої щитоподібної артерії (лат. r. infrahyoideus arteriae thyroideae superioris) — кровоносна судина та невелика гілочка верхньої щитоподібної артерії. Відходить від останньої на 1 см від місця її відгалуження, проходить вздовж нижнього краю під'язикової кістки під щито-під'язиковим м'язом. Підпід'язикова артерія має анастомоз з аналогічною артерією з іншого боку шиї. Артерія походить з другої аортальної дуги.